# Klaus Gallwitz

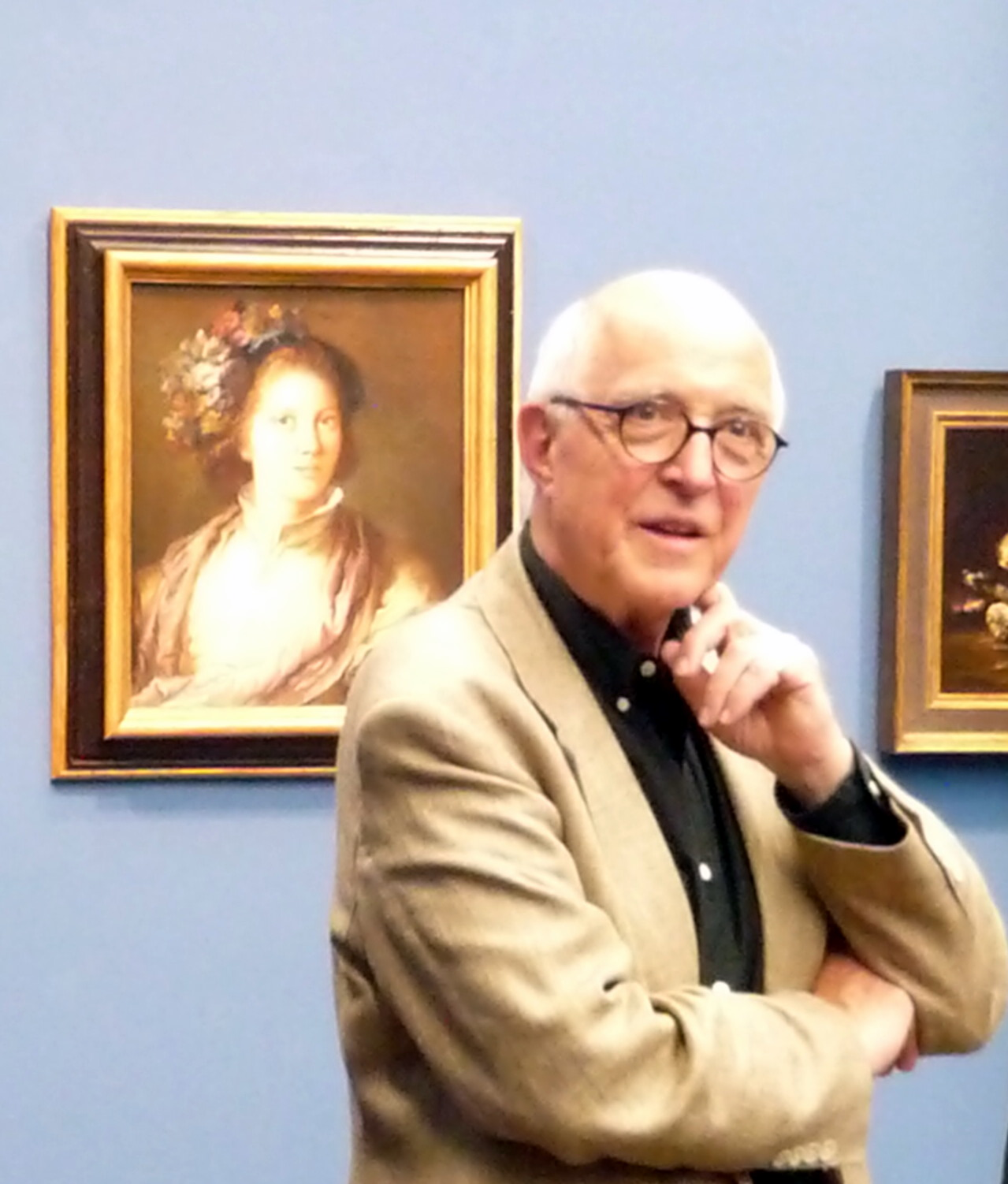
Klaus Gallwitz, 2009

Klaus Gallwitz (* 14. September 1930 in Pillnitz bei Dresden; † 21. Oktober 2021 in Karlsruhe) war ein deutscher Kunsthistoriker und Kurator.

## Leben
Gallwitz wurde 1930 als Sohn des Geologen Hans Gallwitz und seiner Frau Ruth (geb. Klaus) geboren. Er studierte zunächst Alte Sprachen, dann Kunstgeschichte in Berlin, Halle, Kiel und München. 1956 wurde er in Göttingen promoviert. 1957 zog er mit seiner Frau nach Karlsruhe und betrieb bis 1959 am Rondellplatz eine Galerie für zeitgenössische Kunst, deren Ausstellungsprogramm durch einen engen Austausch mit Professoren und Studenten der Kunstakademie Karlsruhe gekennzeichnet war. Von 1959 bis 1967 war er Geschäftsführer des Badischen Kunstvereins in Karlsruhe und von 1967 bis 1974 leitete er die Staatliche Kunsthalle Baden-Baden. Er war von 1966 bis 1968 Mitglied des documenta-Rates zur 4. documenta im Jahr 1968 in Kassel.

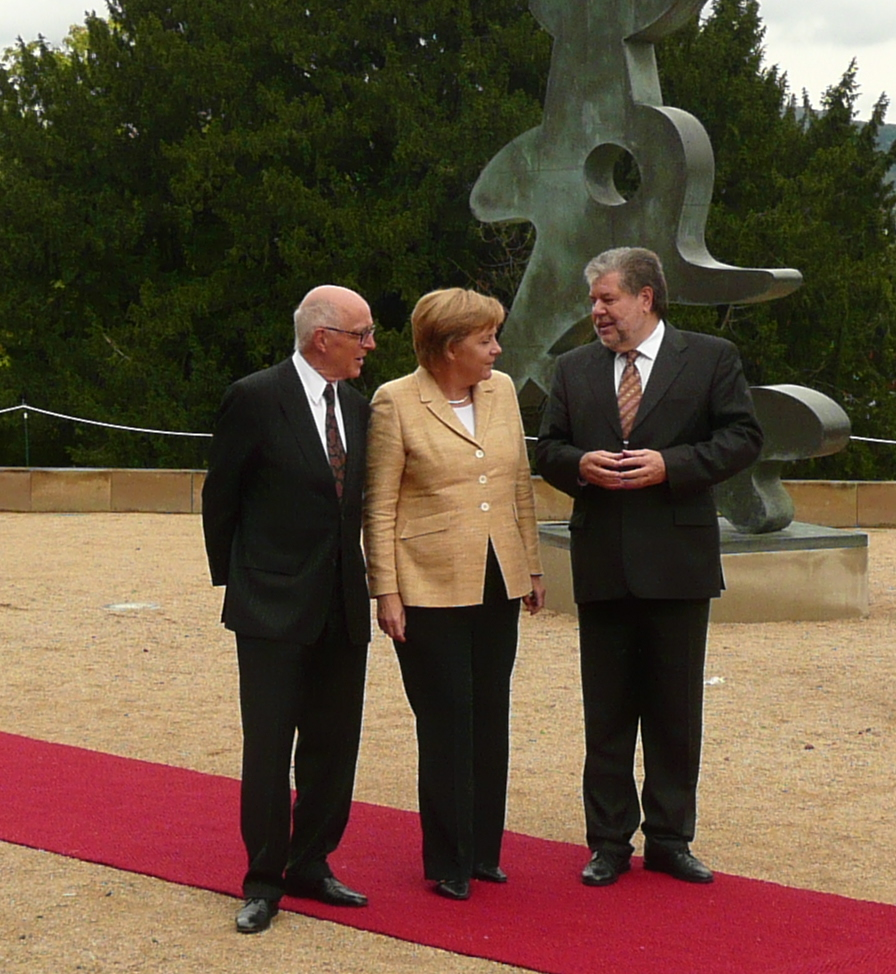
Klaus Gallwitz, Angela Merkel, Kurt Beck, 29. September 2007

1974 wurde Gallwitz zum Direktor des Städelschen Kunstinstituts in Frankfurt am Main berufen, das er bis 1994 leitete. Zugleich war er Honorarprofessor an der Staatlichen Hochschule für Bildende Künste – Städelschule, Frankfurt am Main. Ab 1984 war Klaus Gallwitz Sprecher der Beratergruppe für die Kunstausstellungen des Europarates; er war lange Jahre Berater der Kunstsammlung der Deutschen Bank. Von 1995 bis 2002 war er künstlerischer Leiter des Künstlerhauses Schloss Balmoral in Bad Ems, von 2004 bis 2006 Gründungsdirektor des Museums Frieder Burda und von 2006 bis 2008 Gründungsdirektor des Arp Museums Bahnhof Rolandseck. Von 2009 bis 2010 war er Kurator der Sammlung Rau. Gallwitz galt unter anderem als internationaler Experte für das Werk von Max Beckmann.
Gallwitz lebte in Karlsruhe. Er war mit der Biologin Esther Gallwitz (geb. Uebelmesser) und in zweiter Ehe mit der Malerin Bénédicte Peyrat verheiratet. Er starb im Oktober 2021 im Alter von 91 Jahren.

## Ausstellungen
Gallwitz verantwortete als Kommissar der Bundesrepublik die künstlerischen Beiträge Deutschlands für die Biennale in Paris im Jahre 1971, die Biennalen von São Paulo von 1989 bis 1991 und 1995 die Biennale in Johannesburg. Von 1976 bis 1980 war er bei den Biennalen von Venedig für den deutschen Beitrag verantwortlich. 1976 zeigte er im Deutschen Pavillon in Venedig die Straßenbahnhaltestelle von Joseph Beuys, sowie Werke von Jochen Gerz und Reiner Ruthenbeck. 1978 stellte er dort Arbeiten von Dieter Krieg und Ulrich Rückriem und 1980 von Georg Baselitz und Anselm Kiefer vor.

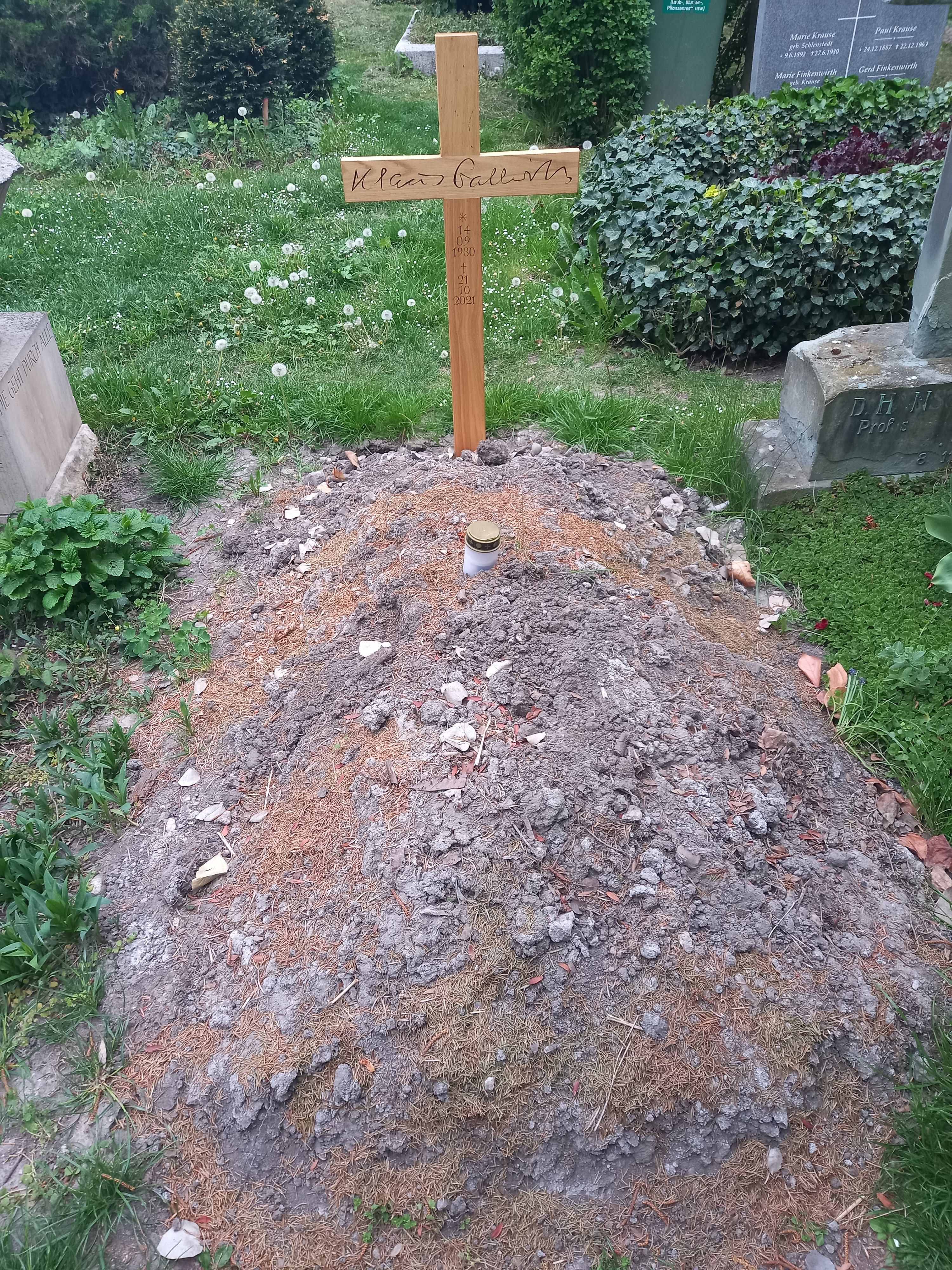
Das Grab von Klaus Gallwitz auf dem Laurentiusfriedhof in Halle

In dem von ihm begründeten – und inzwischen legendären – Projekt „14 × 14“ in der Kunsthalle Baden-Baden wurden dem Publikum von 1968 bis 1973 jeweils für 14 Tage „offene Ateliers“ dargeboten. Gallwitz zeigte junge Künstler, von denen inzwischen viele weltberühmt sind, unter anderem Georg Baselitz, Christian Boltanski, Johannes Brus, Michael Buthe, Karl Horst Hödicke, Anselm Kiefer, Imi Knoebel, Dieter Krieg, Markus Lüpertz, Blinky Palermo, Gerhard Richter, Reiner Ruthenbeck, Eugen Schönebeck und Günther Uecker. In fünf Jahren wurden in dieser Reihe 70 Künstler vorgestellt.
Seit den erfolgreichen Präsentationen von Salvador Dalí (1971), Hans Makart (1972) und der Russischen Realisten (1972/73) in Baden-Baden gilt er als Erfinder der „Blockbuster-Ausstellungen“. Die Dalí-Ausstellung zählte 160.000 Besucher, 80 % von ihnen waren jünger als 25 Jahre.

## Werke (Auswahl)
Gallwitz war von 1970 bis 1995 Mitherausgeber der Neuen Folge des Städel-Jahrbuchs und von 1996 bis 2002 Herausgeber des Jahrbuchs des Künstlerhauses Schloss Balmoral sowie Herausgeber von mehr als 100 Ausstellungskatalogen.
- Max Beckmann: Gemälde 1905–1950. Ausstellungskatalog. Städel Frankfurt 1990/91, Hatje Cantz Verlag, Ostfildern 1990, ISBN 3-7757-0314-4.
- Picasso Laureatus. Sein malerisches Werk seit 1945, Luzern u. Frankfurt/M. 1971, ISBN 978-3-7658-0123-5.
- Picasso at 90. The Late Work. G.P. Putnam’s, New York 1971, ISBN 0-297-99364-X.
- Heinz Schanz: Ein Bilderbuch. Zur Ausstellung im Rathaus der Gemeinde Pliezhausen. 2001, ISBN 3-929431-11-4.
- Max Beckmann. Menschen am Meer. Hrsg. Klaus Gallwitz mit Ortrud Westheider. Hatje Cantz Verlag, Ostfildern 2003, ISBN 3-7757-1392-1.
- Thomas Bayrle. Rasterfahndung. Suhrkamp Verlag, Frankfurt am Main 1984, ISBN 3-518-11069-1.
- Anselm Kiefer, Wege der Weltweisheit - die Frauen der Revolution: Women of the Revolution. Richter Verlag, Düsseldorf 2007, ISBN 978-3-937572-75-8.